# MTV Movie Awards 2012
La 21ª edizione degli MTV Movie Awards si è svolta il 3 giugno 2012 al Gibson Amphitheatre di Los Angeles ed è stata presentata da Russell Brand.
Le nomination sono state comunicate il 1º maggio 2012.

## Performance musicali
- Martin Solveig (DJ Host)
- fun. – We Are Young
- Wiz Khalifa – Work Hard, Play Hard
- The Black Keys – Gold on the Ceiling

## Vincitori e candidati
I vincitori sono indicati in grassetto.

### Miglior film (Movie of the Year)
- The Twilight Saga: Breaking Dawn - Parte 1 (The Twilight Saga: Breaking Dawn - Part 1), regia di Bill Condon
- Le amiche della sposa (Bridesmaids), regia di Paul Feig
- Hunger Games (The Hunger Games), regia di Gary Ross
- Harry Potter e i Doni della Morte - Parte 2 (Harry Potter and the Deathly Hallows - Part 2), regia di David Yates
- The Help, regia di Tate Taylor

### Miglior performance maschile (Best Male Performance)
- Josh Hutcherson - Hunger Games (The Hunger Games)
- Daniel Radcliffe - Harry Potter e i Doni della Morte - Parte 2 (Harry Potter and the Deathly Hallows - Part 2)
- Ryan Gosling - Drive
- Joseph Gordon-Levitt - 50 e 50 (50/50)
- Channing Tatum - La memoria del cuore (The Vow)

### Miglior performance femminile (Best Female Performance)
- Jennifer Lawrence - Hunger Games (The Hunger Games)
- Kristen Wiig - Le amiche della sposa (Bridesmaids)
- Emma Stone - Crazy, Stupid, Love
- Emma Watson - Harry Potter e i Doni della Morte - Parte 2 (Harry Potter and the Deathly Hallows - Part 2)
- Rooney Mara - Millennium - Uomini che odiano le donne (The Girl with the Dragon Tattoo)

### Miglior performance comica (Best Comedic Performance)
- Melissa McCarthy - Le amiche della sposa (Bridesmaids)
- Kristen Wiig - Le amiche della sposa (Bridesmaids)
- Zach Galifianakis - Una notte da leoni 2 (The Hangover Part II)
- Jonah Hill - 21 Jump Street
- Oliver Cooper - Project X - Una festa che spacca (Project X)

### Miglior performance rivelazione (Best Breakthrough Performance)
- Shailene Woodley - Paradiso amaro (The Descendants)
- Melissa McCarthy - Le amiche della sposa (Bridesmaids)
- Rooney Mara - Millennium - Uomini che odiano le donne (The Girl with the Dragon Tattoo)
- Liam Hemsworth - Hunger Games (The Hunger Games)
- Elle Fanning - Super 8

### Miglior cast (Best Cast)
- Daniel Radcliffe, Emma Watson, Rupert Grint e Tom Felton - Harry Potter e i Doni della Morte - Parte 2 (Harry Potter and the Deathly Hallows - Part 2)
- Kristen Wiig, Maya Rudolph, Rose Byrne, Melissa McCarthy, Wendi McLendon-Covey e Ellie Kemper - Le amiche della sposa (Bridesmaids)
- Jennifer Lawrence, Josh Hutcherson, Alexander Ludwig, Liam Hemsworth, Elizabeth Banks, Woody Harrelson e Lenny Kravitz - Hunger Games (The Hunger Games)
- Jonah Hill, Channing Tatum, Ice Cube, Dave Franco, Ellie Kemper, Brie Larson e Rob Riggle - 21 Jump Street
- Emma Stone, Viola Davis, Octavia Spencer, Bryce Dallas Howard e Jessica Chastain - The Help

### Miglior trasformazione su schermo (Best On-Screen Transformation)
- Elizabeth Banks - Hunger Games (The Hunger Games)
- Rooney Mara - Millennium - Uomini che odiano le donne (The Girl with the Dragon Tattoo)
- Johnny Depp - 21 Jump Street
- Michelle Williams - Marilyn (My Week With Marilyn)
- Colin Farrell - Come ammazzare il capo... e vivere felici (Horrible Bosses)

### Miglior combattimento (Best Fight)
- Jennifer Lawrence e Josh Hutcherson contro Alexander Ludwig - Hunger Games (The Hunger Games)
- Daniel Radcliffe contro Ralph Fiennes - Harry Potter e i Doni della Morte - Parte 2 (Harry Potter and the Deathly Hallows - Part 2)
- Channing Tatum e Jonah Hill contro la Kid Gang - 21 Jump Street
- Tom Hardy contro Joel Edgerton - Warrior
- Tom Cruise contro Michael Nyqvist - Mission: Impossible - Protocollo fantasma (Mission: Impossible - Ghost Protocol)

### Miglior bacio (Best Kiss)
- Kristen Stewart e Robert Pattinson - The Twilight Saga: Breaking Dawn - Parte 1 (The Twilight Saga: Breaking Dawn - Part 1)
- Emma Stone e Ryan Gosling - Crazy, Stupid, Love
- Emma Watson e Rupert Grint - Harry Potter e i Doni della Morte - Parte 2 (Harry Potter and the Deathly Hallows - Part 2)
- Jennifer Lawrence e Josh Hutcherson - Hunger Games (The Hunger Games)
- Rachel McAdams e Channing Tatum - La memoria del cuore (The Vow)

### Miglior momento "Ma che ca...!" (Best Gut-Wrenching Performance)
- Kristen Wiig, Maya Rudolph, Rose Byrne, Melissa McCarthy, Wendi McLendon-Covey e Ellie Kemper - Le amiche della sposa (Bridesmaids)
- Bryce Dallas Howard - The Help
- Jonah Hill e Rob Riggle - 21 Jump Street
- Ryan Gosling - Drive
- Tom Cruise - Mission: Impossible - Protocollo fantasma (Mission: Impossible - Ghost Protocol)

### Best On-Screen Dirtbag
- Jennifer Aniston - Come ammazzare il capo... e vivere felici (Horrible Bosses)
- Bryce Dallas Howard - The Help
- Jon Hamm - Le amiche della sposa (Bridesmaids)
- Colin Farrell - Come ammazzare il capo... e vivere felici (Horrible Bosses)
- Oliver Cooper - Project X - Una festa che spacca (Project X)

### Miglior musica (Best Music)
- Party Rock Anthem (LMFAO) - 21 Jump Street
- A Real Hero (College & Electric Youth) - Drive
- The Devil Is in the Details (The Chemical Brothers) - Hanna
- Impossible (Figurine) - Like Crazy
- Pursuit of Happiness (Kid Cudi, Steve Aoki remix) - Project X - Una festa che spacca (Project X)

### Miglior eroe (Best Hero)
- Harry Potter - Harry Potter e i Doni della Morte - Parte 2 (Harry Potter and the Deathly Hallows - Part 2)
- Capitan America - Captain America - Il primo Vendicatore (Captain America: The First Avenger)
- Jenko - 21 Jump Street
- Katniss Everdeen - Hunger Games (The Hunger Games)
- Thor - Thor

### Miglior attore latino (Best Latino Actor)
- Zoe Saldana - Colombiana
- Diego Luna - Casa de mi padre
- Demián Bichir - Per una vita migliore (A Better Life)
- Penélope Cruz - Pirati dei Caraibi - Oltre i confini del mare (Pirates of the Caribbean: On Stranger Tides)
- Harmony Santana - Gun Hill Road

### MTV Generation Award
- Johnny Depp

### MTV Trailblazer Award
- Emma Stone